# My Generation (singel Limp Bizkit)
My Generation – utwór amerykańskiego zespołu muzycznego Limp Bizkit, będący drugim singlem z trzeciego albumu studyjnego zespołu, Chocolate Starfish and the Hot Dog Flavored Water. Został wydany na CD jednocześnie z singlem „Rollin’ (Air Raid Vehicle)” 10 października 2000 roku nakładem Flip Records i Interscope Records.

## Muzyka i tekst
Utwór charakteryzuje się dużą ilością skocznych i mających zawrotne tempo riffów gitarowych oraz buczącymi partiami basu.
W warstwie tekstowej utwór zawiera odniesienia do piosenek „My Generation” zespołu The Who (utwór nie jest jej bezpośrednim coverem), „Welcome to the Jungle” zespołu Guns N’ Roses i „Move Over” zespołu Spice Girls, a także do filmów Lot nad kukułczym gniazdem (One Flew Over the Cuckoo’s Nest) i Titanic.

## Teledysk
Teledysk do utworu powstał w 2000 roku, a za jego reżyserię odpowiadał wokalista Limp Bizkit, Fred Durst. Ukazany jest w nim zespół, jak występuje na żywo na scenie ze szkła akrylowego, a momentami pojawiają się ujęcia pokazujące buntownicze zachowania zgromadzonych pod sceną fanów. Gdy wskutek awarii zespół przestaje wykonywać utwór, każdy jego członek jest pokazany osobno, jak znika i pojawia się ponownie.
Zawodowy zapaśnik Travis Tomko, który wówczas pracował jako ochroniarz zespołu, pojawia się w teledysku, wyciągając Freda Dursta z tłumu. Na wykorzystanej w klipie scenie wystąpił również zespół Staind w teledysku do swojego singla „Mudshovel”.

## Lista utworów
Opracowano na podstawie materiału źródłowego.
Wydanie CD europejskie (Flip/Interscope 497 444-2) i CD meksykańskie (Flip/Interscope 497 444-2 (21))
| Nr | Tytuł utworu                         | Autorzy        | Długość |
| -- | ------------------------------------ | -------------- | ------- |
| 1. | „My Generation (Explicit)”           |                | 3:41    |
| 2. | „Back o Da Bus (Non-LP Version)”     |                | 1:19    |
| 3. | „Faith (LP Version)”                 | George Michael | 2:27    |
| 4. | „My Generation (Radio Edit) (Video)” |                | 3:41    |
|    |                                      |                | 11:08   |

Wydanie CD australijskie (Flip/Interscope 497 428-2), CD brytyjskie (Flip/Interscope 497 447-2) i CD japońskie (Flip/Interscope UICS-5006)
| Nr | Tytuł utworu                              | Autorzy                                        | Długość |
| -- | ----------------------------------------- | ---------------------------------------------- | ------- |
| 1. | „My Generation (Album Version)”           | Fred Durst, John Otto, Sam Rivers, Wes Borland | 3:41    |
| 2. | „It’s Like That Y’All (feat. Run-D.M.C.)” | Fred Durst, Joe Simmons, DJ Lethal             | 4:30    |
| 3. | „Snake in Your Face”                      | John Otto, Sam Rivers, Wes Borland             | 4:09    |
|    |                                           |                                                | 12:20   |

Wydanie CC brytyjskie (Interscope 497 556-4)
| Nr | Tytuł utworu                 | Długość |
| -- | ---------------------------- | ------- |
| 1. | „My Generation (Radio Edit)” |         |
| 2. | „Take a Look Around”         |         |

## Premiera radiowa i wydanie
| Region            | Data                 | Format                                          | Wytwórnia                        | Źródło |
| ----------------- | -------------------- | ----------------------------------------------- | -------------------------------- | ------ |
| Stany Zjednoczone | 5 września 2000      | mainstream rock, active rock, alternative radio | Flip Records, Interscope Records | [ 13 ] |
| Wielka Brytania   | 30 października 2000 | winyl 7”, CD                                    | Flip Records, Interscope Records | [ 14 ] |

## Notowania na listach przebojów
Notowania tygodniowe
| Lista (2000–2001)                                      | Pozycja |
| ------------------------------------------------------ | ------- |
| Australia (ARIA)                                       | 31      |
| Austria (Ö3 Austria Top 40)                            | 19      |
| Belgia (Ultratop 50 Flandria)                          | 23      |
| Belgia (Ultratip Bubbling Under Walonia)               | 8       |
| Finlandia (Suomen virallinen lista)                    | 5       |
| Hiszpania (Promusicae)                                 | 15      |
| Holandia (Single Top 100)                              | 14      |
| Irlandia (Top 100 Singles)                             | 25      |
| Niemcy (Offizielle Deutsche Charts)                    | 23      |
| Stany Zjednoczone (Modern Rock Tracks (Billboard))     | 18      |
| Stany Zjednoczone (Mainstream Rock Tracks (Billboard)) | 33      |
| Szwajcaria (Singles Top 100)                           | 23      |
| Wielka Brytania (UK Singles Chart)                     | 15      |